# Tony Awards 1974
Die Verleihung der 28. Tony Awards 1974 (28th Annual Tony Awards) fand am 21. April 1974 im Shubert Theatre in New York City statt. Moderatoren der Veranstaltung waren Peter Falk, Florence Henderson, Robert Preston und Cicely Tyson, als Laudatoren fungierten Alan Alda, Ed Asner, Karen Black, David Carradine, Johnny Carson, Bette Davis, Peter Falk, Henry Fonda, Elliott Gould, Ken Howard, Glynis Johns, Cloris Leachman, Michael Learned, Elizabeth Montgomery, Carroll O’Connor, Al Pacino, Suzanne Pleshette, Jane Powell, Lynn Redgrave, Esther Rolle, Marlo Thomas und Lesley Ann Warren. Ausgezeichnet wurden Theaterstücke und Musicals der Saison 1973/74, die am Broadway ihre Erstaufführung hatten. Die Preisverleihung wurde von der American Broadcasting Company im Fernsehen übertragen.

## Hintergrund
Die Antoinette Perry Awards for Excellence in Theatre, oder besser bekannt als Tony Awards, werden seit 1947 jährlich in zahlreichen Kategorien für herausragende Leistungen bei Broadway-Produktionen und -Aufführungen der letzten Theatersaison vergeben. Zusätzlich werden verschiedene Sonderpreise, z. B. der Regional Theatre Tony Award, verliehen. Benannt ist die Auszeichnung nach Antoinette Perry. Sie war 1940 Mitbegründerin des wiederbelebten und überarbeiteten American Theatre Wing (ATW). Die Preise wurden nach ihrem Tod im Jahr 1946 vom ATW zu ihrem Gedenken gestiftet und werden bei einer jährlichen Zeremonie in New York City überreicht.

## Gewinner und Nominierte

### Theaterstücke
| Kategorie                            | Preisträger        | Theaterstück                                | Nominierungen |
| Bestes Theaterstück                  | Joseph A. Walker   | The River Niger                             | - In the Boom Boom Room – David Rabe - The Au Pair Man – Hugh Leonard - Ulysses in Nighttown – Marjorie Barkentin |
| Bester Hauptdarsteller Theaterstück  | Michael Moriarty   | Find Your Way Home als Julian Weston        | - Zero Mostel in Ulysses in Nighttown als Leopold Bloom - Jason Robards in A Moon for the Misbegotten als James Tyrone, Jr. - George C. Scott in Uncle Vanya als Mikhail lvovich Astrov - Nicol Williamson in Uncle Vanya als Ivan Petrovich Voinitsky |
| Beste Hauptdarstellerin Theaterstück | Colleen Dewhurst   | A Moon for the Misbegotten als Josie Hogan  | - Jane Alexander in Find Your Way Home als Jacqueline Harrison - Julie Harris in The Au Pair Man als Mrs. Rogers - Madeline Kahn in In the Boom Boom Room als Chrissy - Rachel Roberts in The Visit / Chemin de Fer als Claire Zachanassian/Francine   |
| Bester Nebendarsteller Theaterstück  | Ed Flanders        | A Moon for the Misbegotten als Phil Hogan   | - René Auberjonois in The Good Doctor als Verschiedene Charaktere - Douglas Turner Ward in The River Niger als Johnny Williams - Dick Anthony Williams in What the Wine-Sellers Buy als Rico                                                           |
| Beste Nebendarstellerin Theaterstück | Frances Sternhagen | The Good Doctor als Verschiedene Charaktere | - Regina Baff in Veronica’s Room als The Girl - Fionnula Flanagan in Ulysses in Nighttown als Verschiedene Charaktere - Charlotte Moore in Chemin de Fer als Sophie - Roxie Roker in The River Niger als Mattie Williams                               |
| Beste Theaterregie                   | José Quintero      | A Moon for the Misbegotten                  | - Burgess Meredith – Ulysses in Nighttown - Mike Nichols – Uncle Vanya - Stephen Porter – Chemin de Fer - Edwin Sherin – Find Your Way Home |

### Musicals
| Kategorie                       | Preisträger                                                                                          | Musical                       | Nominierungen |
| Bestes Musical                  | Judd Woldin (Musik), Robert Brittan (Liedtexte) sowie Robert Nemiroff und Charlotte Zaltzberg (Buch) | Raisin                        | - Over Here! - Seesaw |
| Bester Hauptdarsteller Musical  | Christopher Plummer                                                                                  | Cyrano als Cyrano de Bergerac | - Alfred Drake in Gigi als Honore Lachailles - Joe Morton in Raisin als Walter Lee Younger - Lewis J. Stadlen in Candide als Verschiedene Charaktere                                         |
| Beste Hauptdarstellerin Musical | Virginia Capers                                                                                      | Raisin als Lena Younger       | - Carol Channing in Lorelei als Lorelei Lee - Michele Lee in Seesaw als Gittel Mosca |
| Bester Nebendarsteller Musical  | Tommy Tune                                                                                           | Seesaw als David              | - Mark Baker in Candide als Candide - Ralph Carter in Raisin als Travis Younger |
| Beste Nebendarstellerin Musical | Janie Sell                                                                                           | Over Here! als Mitzi          | - Leigh Beery in Cyrano als Roxana - Maureen Brennan in Candide als Cunégonde - June Gable in Candide als The Old Lady - Ernestine Jackson in Raisin als Ruth Younger                        |
| Bestes Musicallibretto          | Hugh Wheeler                                                                                         | Candide                       | - Robert Nemiroff und Charlotte Zaltzberg – Raisin - Michael Bennett – Seesaw |
| Beste Originalmusik             | Frederick Loewe (Musik) und Alan Jay Lerner (Liedtexte)                                              | Gigi                          | - The Good Doctor – Peter Link (Musik) und Neil Simon (Liedtexte) - Raisin – Judd Woldin (Musik) und Robert Brittan (Liedtexte) - Seesaw – Cy Coleman (Musik) und Dorothy Fields (Liedtexte) |
| Beste Musicalregie              | Harold Prince                                                                                        | Candide                       | - Michael Bennett – Seesaw - Donald McKayle – Raisin - Tom Moore – Over Here! |

### Theaterstücke oder Musicals
| Kategorie           | Preisträger           | Theaterstück bzw. Musical | Nominierungen |
| Bestes Bühnenbild   | Franne and Eugene Lee | Candide                   | - John Conklin – The Au Pair Man - Santo Loquasto – What the Wine-Sellers Buy - Oliver Smith – Gigi - Ed Wittstein – Ulysses in Nighttown            |
| Beste Choreographie | Michael Bennett       | Seesaw                    | - Patricia Birch – Over Here! - Donald McKayle – Raisin                                                                                              |
| Beste Kostüme       | Franne Lee            | Candide                   | - Theoni V. Aldredge – The Au Pair Man - Finlay James – Crown Matrimonial - Oliver Messel – Gigi - Carrie F. Robbins – Over Here!                    |
| Bestes Lichtdesign  | Jules Fisher          | Ulysses in Nighttown      | - Martin Aronstein – In the Boom Boom Room - Ken Billington – The Visit - Ben Edwards – A Moon for the Misbegotten - Tharon Musser – The Good Doctor |

### Sonderpreise (ohne Wettbewerb)
| Kategorie          | Preisträger                 | Grund der Preisverleihung |
| Special Tony Award | Liza Minnelli               | Weil sie der Broadway-Saison Glanz verliehen hat |
| Special Tony Award | Bette Midler                | Weil sie der Broadway-Saison Glanz verliehen hat |
| Special Tony Award | Peter Cook und Dudley Moore | Als Co-Stars und Autoren von Good Evening |
| Special Tony Award | A Moon for the Misbegotten  | Eine herausragende dramatische Wiederaufnahme eines amerikanischen Klassikers. Produziert von Lester Osterman, Elliott Martin und Richard Hurner       |
| Special Tony Award | Candide                     | Ein herausragender Beitrag zur künstlerischen Entwicklung des Musiktheaters. Produziert von der Chelsea Theatre Group, Harold Prince und Ruth Mitchell |
| Special Tony Award | Actors’ Equity Association  | |
| Special Tony Award | Theatre Development Fund    | |
| Special Tony Award | John F. Wharton             | Als altgedienter Theateranwalt |
| Special Tony Award | Harold Friedlander          | Als führender Druckexperte der Branche |

## Statistik

### Mehrfache Nominierungen
- 9 Nominierungen: Raisin
- 8 Nominierungen: Candide
- 7 Nominierungen: Seesaw
- 6 Nominierungen: A Moon for the Misbegotten und Ulysses in Nighttown
- 5 Nominierungen: Over Here!
- 4 Nominierungen: The Au Pair Man, Gigi und The Good Doctor
- 3 Nominierungen: Chemin de Fer, Find Your Way Home, In the Boom Boom Room, The River Niger und Uncle Vanya
- 2 Nominierungen: Cyrano, The Visit  und What the Wine-Sellers Buy

### Mehrfache Gewinne
- 5 Gewinne: Candide
- 4 Gewinne: A Moon for the Misbegotten
- 2 Gewinne: Raisin und Seesaw